# Récepteur polymodal silencieux
Les récepteurs polymodaux silencieux sont des nocicepteurs qui sont activés à la suite de l’agression de tissus lésés. Ces nocicepteurs sont sensibles à la fois aux stimuli nociceptifs thermiques, mécaniques et chimiques.

## Présentation
Les terminaisons nerveuses nociceptives sont mises en place durant le développement in utero. 
Les nocicepteurs polymodaux silencieux sont localisés au niveau de la peau, des articulations et de la vessie, ils ne sont pas stimulables dans les conditions normales, mais uniquement en cas de situations inflammatoires (brûlures de la peau). Le rôle de ces récepteurs est de répondre aux stimulations nociceptives de très fortes intensités.
Le message nociceptif créé est véhiculé par les fibres C. Ces fibres amyélinisées ont une vitesse de conduction lente (entre 0,4 et 2 m/s) et possèdent des terminaisons libres, formant des arborisations plexiformes.

## Activation du récepteur
Lors d’un stimulus il y a genèse d’un potentiel récepteur. Celui-ci doit dépasser un certain seuil afin de devenir un potentiel générateur. Ce dernier induit un potentiel d'action qui sera transmis le long des axones pour donner un message nociceptif.
Lors d’une lésion tissulaire il y a libération de différentes substances.
| Substances (algogènes) | Origines cellulaires             |
| ---------------------- | -------------------------------- |
| Bradykinine            | Kinogènes plasmatiques           |
| Sérotonine             | Libérée par les plaquettes       |
| Histamine              | Libérée par les mastocytes       |
| Ion potassium          | Cellules lésées                  |
| Ion hydrogène          | Cellules lésées                  |
| Prostaglandine         | Acide arachidonique              |
| Leucotriène            | Acide arachidonique              |
| Substance P            | Terminaisons libres des fibres C |

Ces substances algogènes sont sécrétées à proximité des terminaisons libres des fibres C et vont participer à la phase d’activation des nocicepteurs silencieux. 
Lors de la lésion, il y a sécrétion d’une classe de molécules : les ions K+, H+, et la bradykinine. Dans un premier temps, il y a ouverture des canaux ioniques au niveau de la terminaison nerveuse. L'entrée des ions K+ va diminuer le seuil d'activation des récepteurs silencieux qui vont ainsi devenir sensibles aux stimulations mécaniques et thermiques. La bradykinine, quant à elle, joue un rôle dans la sensibilisation de la terminaison.
De plus, les ions K+ entraînent la dégranulation des mastocytes favorisant d'abord l’exocytose de l’histamine puis de la sérotonine. Ces molécules contribuent à l’activation directe du récepteur silencieux. Elles sont dites chemosensibles.
Dans un deuxième temps il y a production de prostaglandines et de leucotriènes  qui participent à la phase de sensibilisation du récepteur silencieux. Elles sont synthétisées à la suite des lésions tissulaires et permettent d'augmenter la sensibilité du nocicepteur aux substances algogènes.
Enfin, la substance P est sécrétée par les terminaisons libres en réponse à l’activation. Elle stimule la dégranulation des mastocytes entraînant la libération des substances mastocytaires (histamine et sérotonine). Elle amplifie ainsi les phénomènes vus auparavant. Cette substance intervient aussi dans le phénomène inflammatoire, en stimulant la vasodilatation via la libération de monoxyde d'azote et en activant des récepteurs de l’inflammation. Elle permet aussi de sensibiliser les nocicepteurs environnants participant ainsi à l'installation d'une douleur persistante (hyperalgésie).
Les récepteurs polymodaux silencieux sont donc sensibles aux stimuli nociceptifs mécaniques et thermiques, uniquement après activation par un stimulus nociceptifs chimiques.

## Régulations
Les différentes régulations qui sont exercées sur les cellules lésées sont principalement dues à l’action de molécules antalgiques dites « périphériques ». Ces molécules agissent sur les substances algogènes en bloquant leur action ou en inhibant leur libération soit au niveau de leur site de stockage (le lysosome) soit au niveau de la lésion.
Il y a différents types d’antalgiques :
- L’aspirine, l’indométacine et d’autres anti-inflammatoires non stéroïdiens inhibent la cyclo-oxygénase (COX) qui est à l’origine de la production de prostaglandines
- Les corticoïdes protègent les membranes lysosomales ce qui empêche la sortie des substances algogènes
- Les anti-histaminiques s’opposent à l’action des histamines

Ces molécules entraînent une analgésie périphérique c’est-à-dire une absence de sensibilité à la douleur. Les antalgiques locaux quant à eux diminuent la perméabilité des cellules contenant les substances algogènes grâce à la dépolarisation cellulaire.
Cependant, une régulation naturelle est possible grâce à l'hypothermie locale qui diminue le métabolisme des cellules. Cette diminution entraîne une analgésie temporaire. Il existe aussi une régulation physiologique médiée par les opioïdes endogènes et une action médiée par un facteur de transcription NF-kB .